# Xuân Lam, Hưng Nguyên
Xuân Lam là một xã thuộc huyện Hưng Nguyên, tỉnh Nghệ An, Việt Nam.
Tên của xã được ghép từ tên của hai xã cũ là Hưng Xuân và Hưng Lam.

## Địa lý
Xã Xuân Lam nằm ở phía tây nam huyện Hưng Nguyên, có vị trí địa lý:
- Phía đông giáp xã Hưng Nghĩa và xã Hưng Thành
- Phía tây giáp huyện Nam Đàn và xã Long Xá
- Phía nam giáp tỉnh Hà Tĩnh
- Phía bắc giáp xã Hưng Thông.

Xã Xuân Lam có diện tích 11,10 km², dân số năm 2018 là 7.700 người, mật độ dân số đạt 694 người/km².

## Lịch sử
Địa bàn xã Xuân Lam hiện nay trước đây vốn là hai xã Hưng Xuân và Hưng Lam thuộc huyện Hưng Nguyên.
Trước khi sáp nhập, xã Hưng Xuân có diện tích 4,30 km², dân số là 4.200 người, mật độ dân số đạt 977 người/km². Xã Hưng Lam có diện tích 6,80 km², dân số là 3.500 người, mật độ dân số đạt 518 người/km².
Ngày 17 tháng 12 năm 2019, Ủy ban Thường vụ Quốc hội ban hành Nghị quyết 831/NQ-UBTVQH14 về việc sắp xếp các đơn vị hành chính cấp xã thuộc tỉnh Nghệ An (nghị quyết có hiệu lực từ ngày 1 tháng 1 năm 2020). Theo đó, sáp nhập toàn bộ diện tích và dân số của hai xã Hưng Xuân và Hưng Lam thành xã Xuân Lam.